# Слоним, Исаак Яковлевич
Исаак Яковлевич Слоним (13 июня 1900, Орёл — 20 июля 1955, Москва) — советский хирург и онколог, доктор медицинских наук (с 1952 года), профессор (с 1952 года). Главный онколог Министерства здравоохранения УССР.

## Биография
Родился 13 июня 1900 года в городе Орле. В 1925 году окончил Киевский медицинский институт. В 1925—1930 годах ординатор и ассистент хирургической клиники Киевского института усовершенствования врачей. В 1930—1934 годах главный врач и заведующий хирургическим отделением больницы в городе Кадиевке; в 1934—1941 годах ассистент, заведующий онкологическим отделением Киевского рентгено — радиологического института.
В 1941—1945 годах начальник хирургического отделения Киевского окружного военного госпиталя, старший инспектор эвакогоспиталей Сталинградского и 4-го Украинских фронтов.
В 1945—1952 годах заведующий кафедрой онкологии Киевского института усовершенствования врачей, в 1952—1955 годах профессор кафедры факультетской хирургии Киевского медицинского института.
Умер 20 июля 1955 в Москве. Похоронен в Киеве на Лукьяновском кладбище (участок № 30, ряд 1, место 21). На могиле — трёхгранные памятник из серого гранит в связи с медицинской эмблемой.

## Научная работа
Автор первой в СССР монографии по проблемам мастопатии (Мастопатия. Киев, 1955; Техника радикальных операций по поводу рака. Киев, 1956). Исследовал механизмы её развития, в том числе нарушения цикличности выделения половых гормонов; установил роль гипофиза, яичников и жёлтого тела в патогенезе заболевания; предложил классификацию, разработал дифференциальных диагностику болезни. Описал технику радикальных операций лица и желудочно-кишечного тракта при злокачественных опухолях.